# Санд Хил (Оклахома)
Санд Хил (енгл. Sand Hill) насељено је место без административног статуса у америчкој савезној држави Оклахома.

## Демографија
По попису из 2010. године број становника је 395, што је 27 (-6,4%) становника мање него 2000. године.
| Група             | 2000.       | 2010.       |
| Белци             | 296 (70,1%) | 264 (66,8%) |
| Афроамериканци    | 0 (0,0%)    | 7 (1,8%)    |
| Азијати           | 0 (0,0%)    | 0 (0,0%)    |
| Хиспаноамериканци | 2 (0,5%)    | 7 (1,8%)    |
| Укупно            | 422         | 395         |